# Dain Blanton
Dain Blanton (Laguna Beach, 28 de noviembre de 1971) es un deportista estadounidense que compitió en voleibol, en la modalidad de playa.
Participó en dos Juegos Olímpicos de Verano, en los años 2000 y 2004, obteniendo una medalla de oro en Sídney 2000 (haciendo pareja con Eric Fonoimoana). Ganó una medalla de bronce en el Campeonato Mundial de Vóley Playa de 1997.

## Palmarés internacional
| Juegos Olímpicos   | Juegos Olímpicos             | Juegos Olímpicos  | Juegos Olímpicos |
| Año                | Lugar                        | Medalla           | Pareja           |
| ------------------ | ---------------------------- | ----------------- | ---------------- |
| 2000               | Sídney (Australia)           | Medalla de oro    | Eric Fonoimoana  |
| Campeonato Mundial |                              |                   |                  |
| Año                | Lugar                        | Medalla           | Pareja           |
| 1997               | Los Ángeles (Estados Unidos) | Medalla de bronce | Kent Steffes     |